# Frankfurter

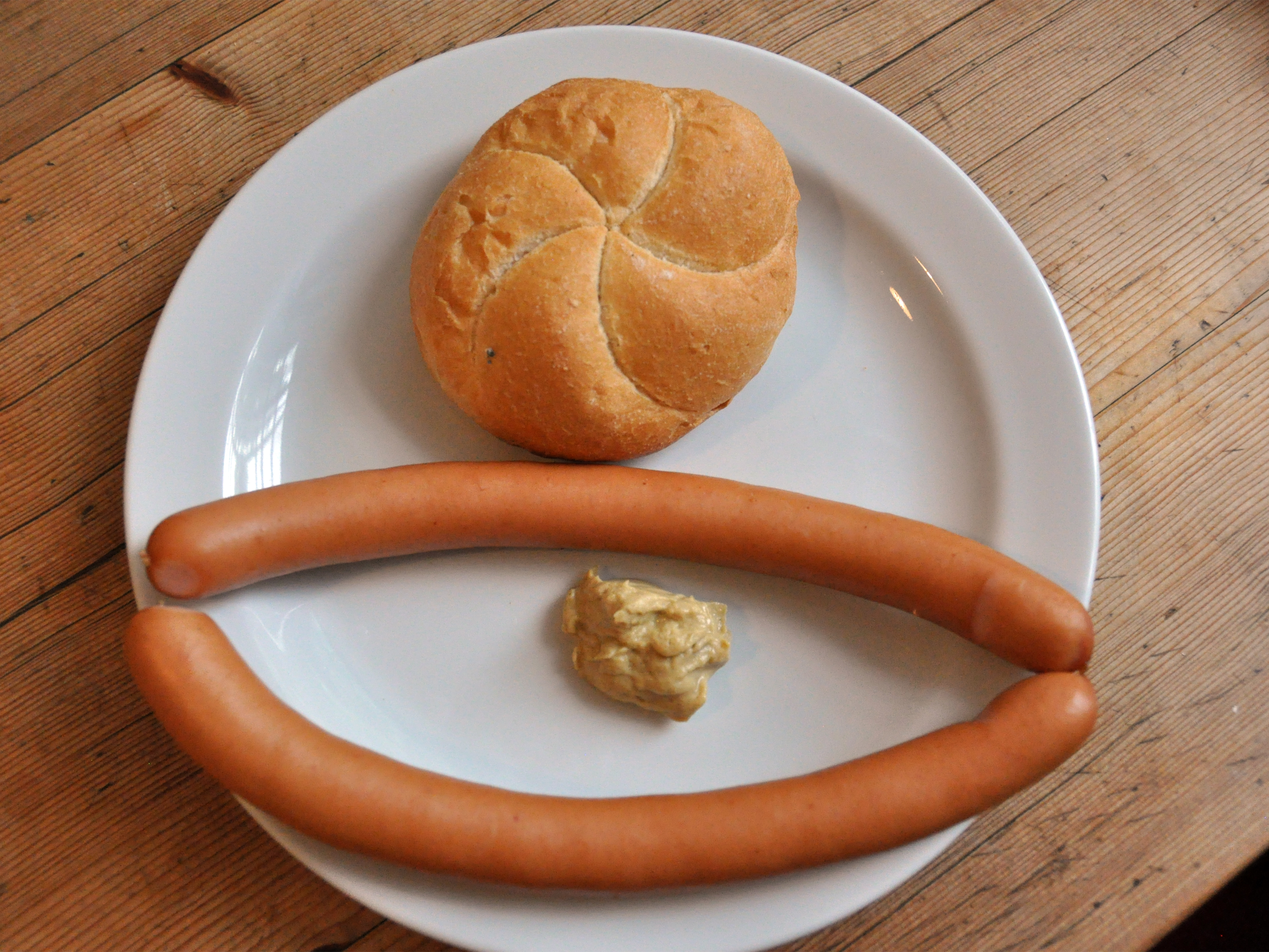
Frankfurter

Cârnatul de Frankfurt, denumit și Frankfurter, (în germană Frankfurter Würstchen) este un cârnat afumat, originar din Germania.
Făcut în mod tradițional dintr-o pastă fină de carne de porc, el are astăzi mai multe variante. Varianta franceză poate conține carne de vită și de mânzat condimentate cu boia, în timp ce varianta americana, celebrii cârnați hot-dog, poate conține carne tăiată mecanic, subproduse din carne de porc sau de vită, precum și îndulcitori, condimente și aditivi. El conține până la 30% grăsimi.